# Axel Zingle
Axel Zingle (Mulhouse, 18 de diciembre de 1998) es un deportista francés que compite en ciclismo en las modalidades de montaña, en la disciplina de campo a través, y ruta. Ganó una medalla de plata en el Campeonato Europeo de Ciclismo de Montaña de 2016, en la prueba por relevos.

## Palmarés internacional
| Campeonato Europeo | Campeonato Europeo | Campeonato Europeo | Campeonato Europeo |
| Año                | Lugar              | Medalla            | Competición        |
| ------------------ | ------------------ | ------------------ | ------------------ |
| 2016               | Huskvarna (Suecia) | Medalla de plata   | Campo a través     |

## Palmarés
2021
- 1 etapa del Tour de Guadalupe

2022
- Route Adélie
- 3.º en el Campeonato de Francia en Ruta
- 1 etapa de la Arctic Race de Noruega
- Famenne Ardenne Classic

2023
- Clásica de Loire-Atlantique

2024
- Boucles de l'Aulne

2025
- 1 etapa de los Cuatro Días de Dunkerque

## Resultados en Grandes Vueltas
| Carrera | Carrera         | 2022 | 2023  | 2024  | 2025 |
| ------- | --------------- | ---- | ----- | ----- | ---- |
|         | Giro de Italia  | —    | —     | —     | —    |
|         | Tour de Francia | —    | 142.º | 108.º | —    |
|         | Vuelta a España | —    | —     | —     | —    |

| —: No participó | Ab: Abandono |